# August Ljungberg
August Ljungberg, né le 13 mai 2005 en Suède, est un footballeur suédois qui évolue au poste d'ailier gauche à l'IK Sirius.

## Biographie

### En club
Né en Suède, August Ljungberg est formé par l'IK Sirius. Il joue son premier match en professionnel avec ce club, le 19 février 2023, lors d'une rencontre de coupe de Suède, face à l'Oskarshamns AIK (en). Il entre en jeu à la place de Herman Sjögrell et son équipe s'impose par quatre buts à un. Il se fait notamment remarquer en délivrant une passe décisive ce jour-là,.
Le 13 mai 2023, il signe un premier contrat professionnel avec l'IK Sirius.
Il joue son premier match d'Allsvenskan l'élite du football suédois, le 17 avril 2023 face au Varbergs BoIS. Il entre en jeu à la place de Melker Heier et les deux équipes se neutralisent (1-1 score final).

### En sélection
August Ljungberg joue son premier match avec l'équipe de Suède espoirs le 13 octobre 2020, face à l'Irlande. Il entre en jeu à la place de Momodou Sonko, et la Suède s'impose par deux buts à zéro.